# Gaspare Bitetto
Gaspare Bitetto (Catanzaro, 22 giugno 1983) è uno scrittore, conduttore radiofonico e autore televisivo italiano.

## Biografia
Pubblica per la prima volta i suoi testi tra il 2006 e il 2007 in tre antologie tematiche della collana Concepts, realizzate dalla Società Editoriale ARPANet di Milano.
Nel 2008 pubblica la sua prima raccolta di racconti La distruzione di un mito, per Arduino Sacco Editore.
Nel 2009 entra a far parte della redazione del blog Spinoza, col quale collabora fino al 2012 in ambito web, televisivo, radiofonico e con happening e presentazioni dal vivo. Nello stesso periodo collabora con Massimo Caviglia alla realizzazione di BIP - Satira e di alcuni articoli per il settimanale satirico Il Male di Vauro e Vincino.
Nel 2012 fonda e dirige il collettivo autoriale Diecimila.me, col quale realizza quattro libri, due spettacoli teatrali, un podcast radiofonico e Casalegglo, il primo profilo fake di successo su Twitter.
Sulla scia di Casalegglo, tra il 2016 e il 2017, realizza per Sky Atlantic gli alter-ego online dei personaggi interpretati da Corrado Guzzanti nella serie Dov'è Mario? e da Sergio Castellitto nella serie In Treatment.
Nella stagione 2016/2017 è autore per la trasmissioni radiofoniche ME Anziano YOU TuberS e Bella davvero, su Radio 2, e per la trasmissione televisiva TG porco, con Sabina Guzzanti, su LA7.
Nel 2018 è tra gli autori del Repertorio dei matti della città di Roma, raccolta di biografie umoristiche a cura di Paolo Nori.
Nel 2019 scrive col trio Villa PerBene lo spettacolo comico CoHomedy Show, diretto da Gigi e Ross.
Dal 2019 è autore e co-conduttore delle trasmissioni Un giorno da gambero, Un giorno da renna e Un giorno da Radio1, su Radio 1, dove, nel 2020, ha condotto con Duccio Pasqua e Luca Bernardini la trasmissione Supernova.
Dal 2020 al 2022 è stato caporedattore delle prime 9 uscite di Quid, la rivista ufficiale del Mensa Italia.
Nel 2022 collabora ai testi dell'album Malcostume di Immanuel Casto.

## Radio

### Come autore
- Festival di Sanremo - backstage (Rai WR8 - 2012/2013)
- ME Anziano YOU TuberS (Radio 2 - 2016/2017)
- Bella Davvero (Radio 2 - 2017)

### Come autore e conduttore
- GR8 a Diecimila Hertz (Rai WR8 - 2012/2013)
- Supernova (Radio 1 - 2020)
- Un giorno da Gambero (Radio 1 - 2019/2020)
- Un giorno da Renna (Radio 1 - 2019-2021)
- Un giorno da Radio1 (Radio 1 - 2021)

## Televisione
- Tetris (LA7 - 2010)
- Robinson (Rai 3 - 2012)
- Millennium #RiservatoTimeline (Rai 3 - 2014)
- Dibba & Virgy (Canale 5 - 2016/2017)
- TG Porco (La7 - 2016/2017)

## Teatro
- Marx Reloaded (2014)
- Contatti (2016)
- CoHomedy Show, regia di Gigi e Ross (2019)

## Opere
- La Distruzione di un Mito, Arduino Sacco Editore, 2008, ISBN 9788863540673.

### Interventi in antologie collettive
- Paco Simone (a cura di), Concepts Letteratura, ARPANet, 2006, ISBN 9788874260140.
- Paco Simone (a cura di), Concepts Arte, ARPANet, 2006, ISBN 9788874260218.
- Paco Simone (a cura di), Concepts Moda, ARPANet, 2007, ISBN 9788874260324.
- Spinoza. Un libro serissimo, a cura di Stefano Andreoli e Alessandro Bonino, prefazione di Marco Travaglio, Aliberti editore, 2010, ISBN 9788874245826.
- Spinoza. Una risata vi disseppellirà, a cura di Stefano Andreoli e Alessandro Bonino, Aliberti editore, 2011, ISBN 9788874247394.
- Vade retro! Manuale di autodifesa dalle religioni (quasi tutte), illustrazioni di Vauro, Aliberti editore, 2011, ISBN 9788874248094.
- Spinoza. Qualcosa di completamente diverso, a cura di Stefano Andreoli e Alessandro Bonino, Aliberti editore, 2012, ISBN 9788874249220.
- Monti ha fatto pagare l'Iva a Chuck Norris, Aliberti Editore, 2012, ISBN 9788874248469.
- Repertorio dei matti della città di Roma, a cura di Paolo Nori, Marcos y Marcos, 2015, ISBN 9788871687384.

### Curatele
- Diecimila.me, Essere Casalegglo. Fine del mondo in tre, due, uno minuti, ADD Editore, 2013, ISBN 9788867830367.
- Diecimila,me, La vita è bella ma non ci vivrei. Storie dell'Italia al tempo della crisi (e di Twitter), BUR, 2014, ISBN 9788817074445.